# Comté de Webster (Mississippi)
Pour les articles homonymes, voir Comté de Webster.
Le comté de Webster est situé dans l’État du Mississippi, aux États-Unis. Il comptait 10 294 habitants en 2000. Son siège est Walthall.